# Lijst van rijksmonumenten in Durgerdam
De plaats Durgerdam telt 73 inschrijvingen in het rijksmonumentenregister. Hieronder een overzicht.
| Object | Oorspronkelijke functie?  | Bouwjaar                        | Architect                   | Locatie              | Coördinaten?                  | Nr.?  | Afbeelding |
| --- | ------------------------- | ------------------------------- | --------------------------- | -------------------- | ----------------------------- | ----- | --- |
| Houten huis van het brede type onder schilddak | Gebouw                    | 19e eeuw                        |                             | Durgerdammerdijk 37  | 52° 22' 34" NB, 4° 59' 11" OL | 6619  | Houten huis van het brede type onder schilddak |
| Houten huis. Voorschot in puntvorm; goede pui | Gebouw                    | 17e eeuw (skelet)               |                             | Durgerdammerdijk 38  | 52° 22' 34" NB, 4° 59' 11" OL | 6620  | Houten huis. Voorschot in puntvorm; goede pui |
| Houten huis met puntvormig voorschot; goede pui | Gebouw                    |                                 |                             | Durgerdammerdijk 39  | 52° 22' 34" NB, 4° 59' 12" OL | 6621  | Meer afbeeldingen |
| Houten huis met puntvormig voorschot; goede pui | Gebouw                    |                                 |                             | Durgerdammerdijk 40  | 52° 22' 34" NB, 4° 59' 12" OL | 6622  | Houten huis met puntvormig voorschot; goede pui |
| Houten huis. Voorschot in puntvorm; goede pui | Gebouw                    | 18e eeuw (skelet)               |                             | Durgerdammerdijk 41  | 52° 22' 34" NB, 4° 59' 12" OL | 6623  | Houten huis. Voorschot in puntvorm; goede pui |
| Houten huis. Voorschot in puntvorm. Goede pui | Gebouw                    | 17e eeuw (skelet)               |                             | Durgerdammerdijk 42  | 52° 22' 35" NB, 4° 59' 12" OL | 6624  | Houten huis. Voorschot in puntvorm. Goede pui |
| Houten huis. Voorschot in puntvorm, nog met voormalig luikkozijn met aangekoppelde vensters. Pui laatste helft 19e eeuw in baksteen vernieuwd                                               | Gebouw                    | 17e eeuw (skelet)               |                             | Durgerdammerdijk 43  | 52° 22' 35" NB, 4° 59' 13" OL | 6625  | Houten huis. Voorschot in puntvorm, nog met voormalig luikkozijn met aangekoppelde vensters. Pui laatste helft 19e eeuw in baksteen vernieuwd                                          |
| Houten huis (korbelen verdwenen). Puntvormig voorschot; goede pui | Gebouw                    | 17e-eeuws (skelet)              |                             | Durgerdammerdijk 44  | 52° 22' 35" NB, 4° 59' 13" OL | 6626  | Houten huis (korbelen verdwenen). Puntvormig voorschot; goede pui |
| Houten dwarshuis. Huidig aspect 19e-eeuws | Woonhuis                  |                                 |                             | Durgerdammerdijk 48  | 52° 22' 36" NB, 4° 59' 14" OL | 6627  | Houten dwarshuis. Huidig aspect 19e-eeuws |
| Houten dwarshuisje. Huidig aspect 19e-eeuws | Gebouw                    |                                 |                             | Durgerdammerdijk 48  | 52° 22' 36" NB, 4° 59' 14" OL | 6628  | Meer afbeeldingen |
| Houten huis | Gebouw                    | mogelijk 18e eeuw (constructie) |                             | Durgerdammerdijk 54  | 52° 22' 37" NB, 4° 59' 15" OL | 6629  | Meer afbeeldingen |
| Houten huis met puntvormig voorschot. Huidig aspect 19e/20e-eeuws, constructie ouder | Gebouw                    |                                 |                             | Durgerdammerdijk 56  | 52° 22' 37" NB, 4° 59' 15" OL | 6630  | Meer afbeeldingen |
| Houten huis. Uit- en ingezwenkt 19e-eeuwse voorschot. Goede pui | Gebouw                    | 17e eeuw (skelet)               |                             | Durgerdammerdijk 61  | 52° 22' 38" NB, 4° 59' 16" OL | 6632  | Meer afbeeldingen |
| Dwarshuis | Gebouw                    | 19e-eeuws of ouder              |                             | Durgerdammerdijk 63  | 52° 22' 38" NB, 4° 59' 17" OL | 6633  | Meer afbeeldingen |
| Houten huis met houtskelet. Uitwendig aspect, met puntvormig voorschot, 19e-eeuws | Gebouw                    | 17e eeuw (skelet)               |                             | Durgerdammerdijk 70  | 52° 22' 39" NB, 4° 59' 19" OL | 6634  | Houten huis met houtskelet. Uitwendig aspect, met puntvormig voorschot, 19e-eeuws |
| Houten huis met houtskelet, de voorste helft in de 19e eeuw met een verdieping verhoogd. Uitwendig aspect, met puntvormig voorschot, 19e-eeuws                                              | Gebouw                    | 17e eeuw (skelet)               |                             | Durgerdammerdijk 72  | 52° 22' 39" NB, 4° 59' 19" OL | 6635  | Houten huis met houtskelet, de voorste helft in de 19e eeuw met een verdieping verhoogd. Uitwendig aspect, met puntvormig voorschot, 19e-eeuws                                         |
| Kerk van Durgerdam. Zaalvormig kerkgebouw met door lisenen gelede zijmuren en een dakruiter, waterstaatskerk                                                                                | Kerk en kerkonderdeel     | 1840                            | J. van Asperen              | Durgerdammerdijk 76  | 52° 22' 42" NB, 4° 59' 17" OL | 6636  | Meer afbeeldingen |
| Houten huis met houtskelet. Uitwendig aspect, met puntvormig voorschot, in hoofdzaak 19e-eeuws                                                                                              | Gebouw                    | 17e eeuw                        |                             | Durgerdammerdijk 81  | 52° 22' 39" NB, 4° 59' 20" OL | 6637  | Houten huis met houtskelet. Uitwendig aspect, met puntvormig voorschot, in hoofdzaak 19e-eeuws                                                                                         |
| Houten huis | Gebouw                    | mogelijk 18e eeuw (constructie) |                             | Durgerdammerdijk 84  | 52° 22' 40" NB, 4° 59' 22" OL | 6638  | Meer afbeeldingen |
| Houten huis | Gebouw                    | mogelijk 18e eeuw (constructie) |                             | Durgerdammerdijk 86  | 52° 22' 40" NB, 4° 59' 22" OL | 6639  | Meer afbeeldingen |
| Houten huis met houtskelet. Uitwendig aspect, met puntvormig voorschot, 19e/20e-eeuws | Gebouw                    | 17e eeuw (skelet)               |                             | Durgerdammerdijk 87  | 52° 22' 40" NB, 4° 59' 23" OL | 6640  | Meer afbeeldingen |
| Houten huis | Gebouw                    | mogelijk 18e eeuw (constructie) |                             | Durgerdammerdijk 88  | 52° 22' 40" NB, 4° 59' 23" OL | 6641  | Houten huis |
| Houten huis | Gebouw                    | mogelijk 18e eeuw (constructie) |                             | Durgerdammerdijk 91  | 52° 22' 40" NB, 4° 59' 24" OL | 6642  | Meer afbeeldingen |
| Houten huis met houtskelet | Gebouw                    | 17e eeuw (skelet)               |                             | Durgerdammerdijk 92  | 52° 22' 40" NB, 4° 59' 24" OL | 6643  | Meer afbeeldingen |
| Houten huis met houtskelet | Woonhuis                  | 17e eeuw (skelet)               |                             | Durgerdammerdijk 94  | 52° 22' 40" NB, 4° 59' 25" OL | 6644  | Meer afbeeldingen |
| Houten huis met houtskelet. Puntvormig voorschot | Gebouw                    | 17e eeuw (skelet)               |                             | Durgerdammerdijk 95  | 52° 22' 40" NB, 4° 59' 25" OL | 6645  | Meer afbeeldingen |
| Houten huis van hoofdzakelijk 19e-eeuws aspect | Gebouw                    |                                 |                             | Durgerdammerdijk 96  | 52° 22' 40" NB, 4° 59' 26" OL | 6646  | Meer afbeeldingen |
| Houten huis. Uitwendig aspect, met puntvormig voorschot, 19e-eeuws | Gebouw                    | mogelijk 18e eeuw (constructie) |                             | Durgerdammerdijk 97  | 52° 22' 39" NB, 4° 59' 26" OL | 6647  | Meer afbeeldingen |
| Vierkant houten gebouw met tentdak en koepeltoren, herbouw van middeleeuws gebouw na de grote brand van Durgerdam, voorheen dorpshuis, school en visafslag, nu woonhuis, bijnaam 'De Kapel' | Bestuursgebouw en onderdl | 1687                            |                             | Durgerdammerdijk 101 | 52° 22' 39" NB, 4° 59' 27" OL | 6648  | Meer afbeeldingen |
| Pand met rechthoekige plattegrond onder zadeldak. Thans een 19e-eeuws uiterlijk. Oorspronkelijk een laat-17e-eeuws (van na brand van 1685) dwars achterhuis. Inwendig zwanehals-korbelen    | Gebouw                    | laat 17e eeuw (achterhuis)      |                             | Durgerdammerdijk 105 | 52° 22' 40" NB, 4° 59' 28" OL | 6649  | Meer afbeeldingen |
| Houten huis met skelet. Puntvormig voorschot, goede pui en roedenverdeling. Gepotdekselde achtergevel met goede roedenverdeling in de vensters en een deurtje uit derde kwart 18e eeuw      | Gebouw                    | 17e eeuw (skelet)               |                             | Durgerdammerdijk 108 | 52° 22' 41" NB, 4° 59' 28" OL | 6650  | Houten huis met skelet. Puntvormig voorschot, goede pui en roedenverdeling. Gepotdekselde achtergevel met goede roedenverdeling in de vensters en een deurtje uit derde kwart 18e eeuw |
| Houten dwarshuis met houtskelet. Uitwendig aspect, met 9-ruitsvensters, 19e-eeuws | Gebouw                    | 17e eeuw (skelet)               |                             | Durgerdammerdijk 110 | 52° 22' 41" NB, 4° 59' 29" OL | 6651  | Houten dwarshuis met houtskelet. Uitwendig aspect, met 9-ruitsvensters, 19e-eeuws |
| Houten dwarshuis | Gebouw                    | mogelijk 18e eeuw (constructie) |                             | Durgerdammerdijk 112 | 52° 22' 41" NB, 4° 59' 30" OL | 6652  | Meer afbeeldingen |
| Houten huis. Puntvormig voorschot. Goede pui, en puilijst, goede roedenverdeling. Gepotdekselde zijwanden                                                                                   | Gebouw                    | 17e eeuw (skelet)               |                             | Durgerdammerdijk 116 | 52° 22' 42" NB, 4° 59' 31" OL | 6653  | Houten huis. Puntvormig voorschot. Goede pui, en puilijst, goede roedenverdeling. Gepotdekselde zijwanden                                                                              |
| Houten huis met resten van een houtskelet | Gebouw                    | 17e eeuw (skelet)               |                             | Durgerdammerdijk 119 | 52° 22' 42" NB, 4° 59' 32" OL | 6654  | Meer afbeeldingen |
| Houten huis. Uitwendig aspect, met puntvormig voorschot, voornamelijk 19e-eeuws | Gebouw                    | mogelijk 18e eeuw (constructie) |                             | Durgerdammerdijk 120 | 52° 22' 42" NB, 4° 59' 32" OL | 6655  | Meer afbeeldingen |
| Houten huis. Uitwendig aspect, met puntvormig voorschot, in hoofdzaak 19e-eeuws | Gebouw                    | mogelijk 18e eeuw (constructie) |                             | Durgerdammerdijk 121 | 52° 22' 42" NB, 4° 59' 32" OL | 6656  | Meer afbeeldingen |
| Houten huis, uitwendig voornamelijk 19e-eeuws van aspect | Gebouw                    | mogelijk 18e eeuw (constructie) |                             | Durgerdammerdijk 122 | 52° 22' 42" NB, 4° 59' 33" OL | 6657  | Houten huis, uitwendig voornamelijk 19e-eeuws van aspect |
| Houten huis met houtskelet. Puntvormig voorschot | Gebouw                    | 17e eeuw (skelet)               |                             | Durgerdammerdijk 123 | 52° 22' 42" NB, 4° 59' 33" OL | 6658  | Houten huis met houtskelet. Puntvormig voorschot |
| Houten huis met houtskelet. Puntvormig voorschot | Gebouw                    | 17e eeuw (skelet)               |                             | Durgerdammerdijk 124 | 52° 22' 42" NB, 4° 59' 33" OL | 6659  | Houten huis met houtskelet. Puntvormig voorschot |
| Houten huis | Gebouw                    | 18e eeuw (constructie)          |                             | Durgerdammerdijk 125 | 52° 22' 43" NB, 4° 59' 34" OL | 6660  | Houten huis |
| Houten huis met houtskelet | Gebouw                    | 17e eeuw (skelet)               |                             | Durgerdammerdijk 126 | 52° 22' 43" NB, 4° 59' 34" OL | 6661  | Meer afbeeldingen |
| Houten dwarshuisje | Gebouw                    | mogelijk 18e eeuw (constructie) |                             | Durgerdammerdijk 127 | 52° 22' 43" NB, 4° 59' 34" OL | 6662  | Houten dwarshuisje |
| Houten huis. Uitwendig aspect, met puntvormig voorschot, in hoofdzaak 19e-eeuws | Gebouw                    | mogelijk 18e eeuw (constructie) |                             | Durgerdammerdijk 128 | 52° 22' 43" NB, 4° 59' 35" OL | 6663  | Meer afbeeldingen |
| Houten dwarshuis | Gebouw                    | mogelijk 18e eeuw (constructie) |                             | Durgerdammerdijk 129 | 52° 22' 43" NB, 4° 59' 35" OL | 6664  | Meer afbeeldingen |
| Houten huis met houtskelet | Gebouw                    | 17e eeuw (skelet)               |                             | Durgerdammerdijk 131 | 52° 22' 43" NB, 4° 59' 36" OL | 6665  | Meer afbeeldingen |
| Houten huis met houtskelet. Puntvormig voorschot | Gebouw                    | 17e eeuw (skelet)               |                             | Durgerdammerdijk 133 | 52° 22' 43" NB, 4° 59' 37" OL | 6666  | Meer afbeeldingen |
| Houten dwarshuisje van hoofdzakelijk 19e-eeuws aspect | Gebouw                    |                                 |                             | Durgerdammerdijk 134 | 52° 22' 44" NB, 4° 59' 37" OL | 6667  | Meer afbeeldingen |
| Houten huis. Puntvormig voorschot. Gepotdekselde zijwanden. | Gebouw                    | 17e eeuw (skelet)               |                             | Durgerdammerdijk 135 | 52° 22' 44" NB, 4° 59' 38" OL | 6668  | Meer afbeeldingen |
| Houten huis met skelet. Houten voorschot, goede pui. Gepotdekselde zijwanden | Gebouw                    | 17e eeuw (skelet)               |                             | Durgerdammerdijk 136 | 52° 22' 44" NB, 4° 59' 38" OL | 6669  | Houten huis met skelet. Houten voorschot, goede pui. Gepotdekselde zijwanden |
| Houten huis. Uit- en ingezwenkt voorschot (XIXa). Goede pui; empire deur en bovenlicht in omlijsting; gepotdekselde rechterzijwand                                                          | Gebouw                    | 17e eeuw (skelet)               |                             | Durgerdammerdijk 137 | 52° 22' 44" NB, 4° 59' 38" OL | 6670  | Houten huis. Uit- en ingezwenkt voorschot (XIXa). Goede pui; empire deur en bovenlicht in omlijsting; gepotdekselde rechterzijwand                                                     |
| Houten huis met houtskelet | Gebouw                    | 17e eeuw (skelet)               |                             | Durgerdammerdijk 139 | 52° 22' 44" NB, 4° 59' 39" OL | 6671  | Meer afbeeldingen |
| In oorsprong houten huis | Gebouw                    | mogelijk 18e eeuw (constructie) |                             | Durgerdammerdijk 140 | 52° 22' 44" NB, 4° 59' 39" OL | 6672  | Meer afbeeldingen |
| Houten huis. Uitwendig aspect, met puntvormig voorschot, voornamelijk 19e-eeuws | Gebouw                    | mogelijk 18e eeuw(constructie)  |                             | Durgerdammerdijk 142 | 52° 22' 44" NB, 4° 59' 40" OL | 6673  | Meer afbeeldingen |
| Houten huis, gepotdekselde zijwanden en puntvormig voorschot. Goede pui en puilijst | Gebouw                    | 17e eeuw (skelet)               |                             | Durgerdammerdijk 144 | 52° 22' 45" NB, 4° 59' 41" OL | 6674  | Houten huis, gepotdekselde zijwanden en puntvormig voorschot. Goede pui en puilijst |
| Houten huis | Gebouw                    | mogelijk 18e eeuw (constructie) |                             | Durgerdammerdijk 145 | 52° 22' 45" NB, 4° 59' 41" OL | 6675  | Houten huis |
| Houten huis met puntvormig voorschot | Gebouw                    | 18e/19e eeuw                    |                             | Durgerdammerdijk 149 | 52° 22' 45" NB, 4° 59' 42" OL | 6676  | Meer afbeeldingen |
| Houten huis houtskelet. Uitwendig aspect, met puntvormig voorschot, in hoofdzaak 19e-eeuws                                                                                                  | Gebouw                    | 17e eeuw (skelet)               |                             | Durgerdammerdijk 150 | 52° 22' 45" NB, 4° 59' 43" OL | 6677  | Houten huis houtskelet. Uitwendig aspect, met puntvormig voorschot, in hoofdzaak 19e-eeuws                                                                                             |
| Houten dwarshuis. Uitwendig aspect 19e-eeuws | Gebouw                    | mogelijk 18e eeuw (constructie) |                             | Durgerdammerdijk 155 | 52° 22' 46" NB, 4° 59' 45" OL | 6678  | Meer afbeeldingen |
| Houten huis. Uitwendig aspect, met puntvormig voorschot, 19e-eeuws | Gebouw                    |                                 |                             | Durgerdammerdijk 157 | 52° 22' 46" NB, 4° 59' 46" OL | 6679  | Houten huis. Uitwendig aspect, met puntvormig voorschot, 19e-eeuws |
| Houten huis. Uitwendig aspect, met puntvormig voorschot, 19e-eeuws | Gebouw                    |                                 |                             | Durgerdammerdijk 159 | 52° 22' 46" NB, 4° 59' 47" OL | 6680  | Houten huis. Uitwendig aspect, met puntvormig voorschot, 19e-eeuws |
| Houten dwarshuisje | Gebouw                    | mogelijk 18e eeuw (constructie) |                             | Durgerdammerdijk 160 | 52° 22' 47" NB, 4° 59' 47" OL | 6681  | Meer afbeeldingen |
| Houten dwarshuis met achteraanbouw | Gebouw                    | mogelijk 18e eeuw (constructie) |                             | Durgerdammerdijk 162 | 52° 22' 46" NB, 4° 59' 48" OL | 6682  | Meer afbeeldingen |
| Houten dwarshuis met achteraanbouw. Uitwendig aspect 19e-eeuws | Gebouw                    |                                 |                             | Durgerdammerdijk 165 | 52° 22' 47" NB, 4° 59' 49" OL | 6683  | Meer afbeeldingen |
| Houten dwarshuis, Uitwendig aspect hoofdzakelijk 19e-eeuws | Gebouw                    |                                 |                             | Durgerdammerdijk 167 | 52° 22' 47" NB, 4° 59' 50" OL | 6684  | Meer afbeeldingen |
| Dwarshuis met achteraanbouw. Uitwendig aspect 19e-eeuws | Gebouw                    |                                 |                             | Durgerdammerdijk 170 | 52° 22' 48" NB, 4° 59' 52" OL | 6685  | Meer afbeeldingen |
| Stolphoeve, ten dele met houten wanden. Uitwendig aspect 19e-eeuws | Gebouw                    |                                 |                             | Durgerdammerdijk 173 | 52° 22' 49" NB, 4° 59' 51" OL | 6686  | Stolphoeve, ten dele met houten wanden. Uitwendig aspect 19e-eeuws |
| Houten huis met ten dele versierd houtskelet. Voorgevel uit eerste kwart 20e eeuw. | Gebouw                    | 17e eeuw (skelet)               |                             | Durgerdammerdijk 175 | 52° 22' 48" NB, 4° 59' 53" OL | 6687  | Meer afbeeldingen |
| Houten huis. Uitwendig aspect, met puntvormig voorschot, 19e-eeuws | Gebouw                    |                                 |                             | Durgerdammerdijk 195 | 52° 22' 50" NB, 4° 59' 60" OL | 6688  | Meer afbeeldingen |
| Houten dwarshuis | Gebouw                    | mogelijk 18e eeuw (constructie) |                             | Durgerdammerdijk 206 | 52° 22' 51" NB, 5° 0' 5" OL   | 6689  | Meer afbeeldingen |
| Hoek van 't IJ, opengewerkte vuurtoren van gietijzer en profielstaal | Kust- en oevermarkering   | 1893                            | Waarschijnlijk A.C. van Loo | Durgerdammerdijk 177 |                               | 6788  | Meer afbeeldingen |
| Houten huisje met lage achteraanbouw, tegen nr. 92 aan gebouwd. Uiterlijke vorm 19e-eeuws. Punttoppen                                                                                       | Gebouw                    | 17e eeuw (skelet)               |                             | Durgerdammerdijk 93  | 52° 22' 40" NB, 4° 59' 25" OL | 41954 | Meer afbeeldingen |